# Luigi Maiocco
Luigi Maiocco (Torí, Piemont, 11 d'octubre de 1892 – Torí, 11 de desembre de 1962) va ser un gimnasta artístic italià, que va competir a començament del segle xx. Va formar part de l'equip italià que guanyà tres medalles d'or de manera consecutiva als Jocs Olímpics.
El 1912 va prendre part en els Jocs Olímpics d'Estocolm, on va guanyar la medalla d'or en la prova del concurs complet per equips del programa de gimnàstica.
Vuit anys més tard, un cop finalitzada la Primera Guerra Mundial, va disputar els Jocs d'Anvers, on revalidà la medalla d'or en el concurs complet per equips, mentre en la prova individual acabà en setena posició.
La seva darrera participació en uns Jocs fou el 1924, a París, on tornà a guanyar la medalla d'or en la prova del concurs complet per equips. En aquests Jocs disputà les set competicions d'aparells que es disputaren, però en totes elles acabà més enllà de la vintena posició.